# Jamaïque aux Jeux olympiques d'été de 2020
La Jamaïque participe aux Jeux olympiques de 2020 à Tokyo au Japon. Il s'agit de sa 19e participation à des Jeux d'été.

## Médaillés
| Sport      | Discipline               | Athlète(s) | Performance | Date       |
| ---------- | ------------------------ | --- | ----------- | ---------- |
| Athlétisme | 100 m féminin            | Elaine Thompson-Herah                                                                                           | 10 s 61 OR  | 31 juillet |
| Athlétisme | 200 m féminin            | Elaine Thompson-Herah                                                                                           | 21 s 53 NR  | 3 août     |
| Athlétisme | 110 m haies              | Hansle Parchment                                                                                                | 13 s 4      | 5 août     |
| Athlétisme | Relais 4 x 100 m féminin | Shelly-Ann Fraser-Pryce Shericka Jackson Elaine Thompson-Herah Briana Williams Natasha Morrison Remona Burchell | 41 s 2 NR   | 6 août     |

| Sport      | Discipline    | Athlète(s)              | Performance | Date       |
| ---------- | ------------- | ----------------------- | ----------- | ---------- |
| Athlétisme | 100 m féminin | Shelly-Ann Fraser-Pryce | 10 s 74     | 31 juillet |

| Sport      | Discipline               | Athlète(s)                                                                                              | Performance   | Date       |
| ---------- | ------------------------ | --- | ------------- | ---------- |
| Athlétisme | 100 m féminin            | Shericka Jackson                                                                                        | 10 s 76       | 31 juillet |
| Athlétisme | 100 m haies              | Megan Tapper                                                                                            | 12 s 55       | 2 août     |
| Athlétisme | 110 m haies              | Ronald Levy                                                                                             | 13 s 10       | 5 août     |
| Athlétisme | Relais 4 x 400 m féminin | Shericka Jackson Roneisha McGregor Candice McLeod Janieve Russell Junelle Bromfield Stacey-Ann Williams | 3 min 21 s 24 | 7 août     |

| Sport      |   |   |   | Total |
| ---------- | - | - | - | ----- |
| Athlétisme | 4 | 1 | 4 | 9     |
| Total      | 4 | 1 | 4 | 9     |

| Jour       |   |   |   | Total |
| ---------- | - | - | - | ----- |
| 31 juillet | 1 | 1 | 1 | 3     |
| 2 août     | 0 | 0 | 1 | 1     |
| 3 août     | 0 | 0 | 1 | 1     |
| 5 août     | 1 | 0 | 1 | 2     |
| 6 août     | 1 | 0 | 0 | 1     |
| 7 août     | 0 | 0 | 1 | 1     |
| Total      | 4 | 1 | 4 | 9     |

| Sexe   |   |   |   | Total |
| ------ | - | - | - | ----- |
| Femmes | 3 | 1 | 3 | 7     |
| Hommes | 1 | 0 | 1 | 2     |
| Total  | 4 | 1 | 4 | 9     |

## Athlètes engagés
| Sport       | Hommes | Femmes | Total |
| ----------- | ------ | ------ | ----- |
| Athlétisme  | 25     | 28     | 53    |
| Boxe        | 1      | 0      | 1     |
| Gymnastique | 0      | 1      | 1     |
| Judo        | 0      | 1      | 1     |
| Natation    | 1      | 1      | 2     |
| Plongeon    | 1      | 0      | 1     |
| Total       | 28     | 31     | 59    |

## Résultats

### Athlétisme

#### Courses
| Athlète                                                                 | Épreuve          | Série         | Série   | Demi-finale | Demi-finale | Finale        | Finale                              |
| Athlète                                                                 | Épreuve          | Temps         | Rang    | Temps       | Rang        | Temps         | Rang                                |
| ----------------------------------------------------------------------- | ---------------- | ------------- | ------- | ----------- | ----------- | ------------- | ----------------------------------- |
| Yohan Blake                                                             | 100 m            | 10 s 6        | 2e      | 10 s 14     | 6e          | Éliminé       | Éliminé                             |
| Oblique Seville                                                         | 100 m            | 10 s 4        | 2e      | 10 s 9      | 6e          | Éliminé       | Éliminé                             |
| Tyquendo Tracey                                                         | 100 m            | Forfait       | Forfait | Éliminé     | Éliminé     | Éliminé       | Éliminé                             |
| Yohan Blake                                                             | 200 m            | Forfait       | Forfait | Éliminé     | Éliminé     | Éliminé       | Éliminé                             |
| Rasheed Dwyer                                                           | 200 m            | 20 s 31       | 1er     | 20 s 13     | 2e          | 20 s 21       | 7e                                  |
| Julian Forte                                                            | 200 m            | 20 s 65       | 6e      | Éliminé     | Éliminé     | Éliminé       | Éliminé                             |
| Nathon Allen                                                            | 400 m            | 46 s 12       | 4e      | Éliminé     | Éliminé     | Éliminé       | Éliminé                             |
| Demish Gaye                                                             | 400 m            | 45 s 49       | 4e      | 45 s 9      | 4e          | Éliminé       | Éliminé                             |
| Christopher Taylor                                                      | 400 m            | 45 s 20       | 3e      | 44 s 92     | 2e          | 44 s 79       | 6e                                  |
| Ronald Levy                                                             | 110 m haies      | 13 s 17       | 1er     | 13 s 23     | 1er         | 13 s 10       | Médaille de bronze, Jeux olympiques |
| Hansle Parchment                                                        | 110 m haies      | 13 s 23       | 2e      | 13 s 23     | 2e          | 13 s 4        | Médaille d'or, Jeux olympiques      |
| Damion Thomas                                                           | 110 m haies      | 13 s 54       | 3e      | 12 s 39     | 3e          | Éliminé       | Éliminé                             |
| Jaheel Hyde                                                             | 400 m haies      | 48 s 54       | 1er     | 127 s 38    | 8e          | Éliminé       | Éliminé                             |
| Kemar Mowatt                                                            | 400 m haies      | 49 s 6        | 4e      | 48 s 95     | 5e          | Éliminé       | Éliminé                             |
| Shawn Rowe                                                              | 400 m haies      | 49 s 18       | 3e      | 48 s 83     | 6e          | Éliminé       | Éliminé                             |
| Yohan Blake Julian Forte Jevaughn Minzie Oblique Seville                | Relais 4 × 100 m | 37 s 82       | 1er     | Non disputé | Non disputé | 37 s 84       | 5e                                  |
| Nathon Allen Demish Gaye Jaheel Hyde Christopher Taylor Karayme Bartley | Relais 4 × 400 m | 2 min 59 s 29 | 2e      | Non disputé | Non disputé | 2 min 58 s 76 | 6e                                  |

| Athlète | Épreuve          | Série         | Série       | Demi-finale   | Demi-finale | Finale        | Finale                              |
| Athlète | Épreuve          | Temps         | Rang        | Temps         | Rang        | Temps         | Rang                                |
| --- | ---------------- | ------------- | ----------- | ------------- | ----------- | ------------- | ----------------------------------- |
| Shelly-Ann Fraser-Pryce                                                                                         | 100 m            | 10 s 84       | 1re         | 10 s 73       | 1re         | 10 s 74       | Médaille d'argent, Jeux olympiques  |
| Elaine Thompson-Herah                                                                                           | 100 m            | 10 s 82       | 1re         | 10 s 76       | 1re         | 10 s 61 OR    | Médaille d'or, Jeux olympiques      |
| Shericka Jackson                                                                                                | 100 m            | 11 s 7        | 2e          | 10 s 79       | 2e          | 10 s 76       | Médaille de bronze, Jeux olympiques |
| Shelly-Ann Fraser-Pryce                                                                                         | 200 m            | 22 s 22       | 1re         | 22 s 13       | 1re         | 21 s 94       | 4e                                  |
| Elaine Thompson-Herah                                                                                           | 200 m            | 22 s 86       | 3e          | 21 s 66       | 1re         | 21 s 53 NR    | Médaille d'or, Jeux olympiques      |
| Shericka Jackson                                                                                                | 200 m            | 23 s 26       | 4e          | Éliminée      | Éliminée    | Éliminée      | Éliminée                            |
| Roneisha McGregor                                                                                               | 400 m            | 51 s 14       | 2e          | 50 s 34       | 3e          | Éliminée      | Éliminée                            |
| Candice McLeod                                                                                                  | 400 m            | 51 s 9        | 1re         | 49 s 51       | 2e          | 49 s 87       | 5e                                  |
| Stephenie Ann McPherson                                                                                         | 400 m            | 50 s 89       | 1re         | 49 s 34       | 1re         | 49 s 61       | 4e                                  |
| Natoya Goule | 800 m            | 1 min 59 s 83 | 1re         | 1 min 59 s 57 | 1re         | 1 min 58 s 26 | 8e                                  |
| Aisha Praught-Leer                                                                                              | 1 500 m          | 4 min 15 s 31 | 13e         | Éliminée      | Éliminée    | Éliminée      | Éliminée                            |
| Britany Anderson                                                                                                | 100 m haies      | 12 s 67       | 1re         | 12 s 40       | 1re         | 13 s 24       | 8e                                  |
| Megan Tapper | 100 m haies      | 12 s 53       | 2e          | 12 s 62       | 2e          | 12 s 55       | Médaille de bronze, Jeux olympiques |
| Yanique Thompson                                                                                                | 100 m haies      | 12 s 74       | 2e          | Abandon       | Abandon     | Éliminée      | Éliminée                            |
| Leah Nugent | 400 m haies      | Disqualifié   | Disqualifié | Éliminée      | Éliminée    | Éliminée      | Éliminée                            |
| Janieve Russell                                                                                                 | 400 m haies      | 54 s 81       | 2e          | 54 s 10       | 2e          | 53 s 8        | 4e                                  |
| Ronda Whyte | 400 m haies      | Disqualifié   | Disqualifié | Éliminée      | Éliminée    | Éliminée      | Éliminée                            |
| Shelly-Ann Fraser-Pryce Shericka Jackson Elaine Thompson-Herah Briana Williams Remona Burchell Natasha Morrison | Relais 4 x 100 m | 42 s 14       | 3e          | Non disputé   | Non disputé | 41 s 2 NR     | Médaille d'or, Jeux olympiques      |
| Roneisha McGregor Janieve Russell Shericka Jackson Candice McLeod Junelle Bromfield Stacey-Ann Williams         | Relais 4 x 400 m | 3 min 21 s 45 | 2e          | Non disputé   | Non disputé | 3 min 21 s 24 | Médaille de bronze, Jeux olympiques |

| Athlète                                                                         | Épreuve          | Série         | Série | Finale        | Finale |
| Athlète                                                                         | Épreuve          | Temps         | Rang  | Temps         | Rang   |
| ------------------------------------------------------------------------------- | ---------------- | ------------- | ----- | ------------- | ------ |
| Sean Bailey Karayme Bartley Tovea Jenkins Stacey-Ann Williams Junelle Bromfield | Relais 4 × 400 m | 3 min 11 s 76 | 3e    | 3 min 14 s 95 | 7e     |

#### Concours
| Athlètes       | Épreuve          | Qualification | Qualification | Finale      | Finale  |
| Athlètes       | Épreuve          | Performance   | Rang          | Performance | Rang    |
| -------------- | ---------------- | ------------- | ------------- | ----------- | ------- |
| Tajay Gayle    | Saut en longueur | 8,14 m        | 4e            | 7,69 m      | 11e     |
| Carey McLeod   | Saut en longueur | 7,75 m        | 21e           | Éliminé     | Éliminé |
| Carey McLeod   | Triple saut      | 16,01 m       | 24e           | Éliminé     | Éliminé |
| Fedrick Dacres | Lancer de disque | 62,91 m       | 13e           | Éliminé     | Éliminé |
| Traves Smikle  | Lancer de disque | 59,04 m       | 25e           | Éliminé     | Éliminé |
| Chad Wright    | Lancer de disque | 62,93 m       | 12e           | 62,56 m     | 9e      |

| Athlètes            | Épreuve          | Qualification | Qualification | Finale      | Finale   |
| Athlètes            | Épreuve          | Performance   | Rang          | Performance | Rang     |
| ------------------- | ---------------- | ------------- | ------------- | ----------- | -------- |
| Tissanna Hickling   | Saut en longueur | 6,22 m        | 24e           | Éliminée    | Éliminée |
| Chanice Porter      | Saut en longueur | 6,19 m        | 25e           | Éliminée    | Éliminée |
| Shanieka Ricketts   | Triple saut      | 14,43 m       | 6e            | 14,84 m     | 4e       |
| Kimberly Williams   | Triple saut      | 14,30 m       | 9e            | 14,51 m     | 8e       |
| Shadae Lawrence     | Lancer de disque | 62,27 m       | 12e           | 62,12 m     | 7e       |
| Lloydricia Cameron  | Lancer du poids  | 17,43 m       | 22e           | Éliminée    | Éliminée |
| Danniel Thomas-Dodd | Lancer du poids  | 18,37 m       | 13e           | Éliminée    | Éliminée |

### Boxe
| Athlète       | Catégorie                    | 1/16e de finale     | 1/8e de finale      | Quart de finale     | Demi-finale         | Finale              | Rang    |
| Athlète       | Catégorie                    | Adversaire Résultat | Adversaire Résultat | Adversaire Résultat | Adversaire Résultat | Adversaire Résultat | Rang    |
| ------------- | ---------------------------- | ------------------- | ------------------- | ------------------- | ------------------- | ------------------- | ------- |
| Ricardo Brown | Super-lourds hommes (+91 kg) | Exempté             | Kumar Défaite 1-4   | Éliminé             | Éliminé             | Éliminé             | Éliminé |

### Gymnastique rtistique
| Athlète         | Qualifications      | Qualifications | Qualifications | Qualifications | Qualifications | Qualifications | Finale              | Finale       | Finale       | Finale       | Finale       | Finale       |
| Athlète         | Appareil            | Appareil       | Appareil       | Appareil       | Total          | Rang           | Appareil            | Appareil     | Appareil     | Appareil     | Total        | Rang         |
| Athlète         | Barres asymétriques | Sol            | Saut           | Poutre         | Total          | Rang           | Barres asymétriques | Sol          | Saut         | Poutre       | Total        | Rang         |
| --------------- | ------------------- | -------------- | -------------- | -------------- | -------------- | -------------- | ------------------- | ------------ | ------------ | ------------ | ------------ | ------------ |
| Danusia Francis | 3,033               | Forfait        | Forfait        | Forfait        | Forfait        | Forfait        | non qualfiée        | non qualfiée | non qualfiée | non qualfiée | non qualfiée | non qualfiée |

### Judo
| Athlète              | Compétition    | 1er tour            | 2e tour             | Quart de finale     | Demi-finale         | Repêchage 1         | Repêchage 2         | Finale              | Rang     |
| Athlète              | Compétition    | Adversaire Résultat | Adversaire Résultat | Adversaire Résultat | Adversaire Résultat | Adversaire Résultat | Adversaire Résultat | Adversaire Résultat | Rang     |
| -------------------- | -------------- | ------------------- | ------------------- | ------------------- | ------------------- | ------------------- | ------------------- | ------------------- | -------- |
| Ebony Drysdale Daley | Moins de 70 kg | Timo Défaite 00-10  | Éliminée            | Éliminée            | Éliminée            | Éliminée            | Éliminée            | Éliminée            | Éliminée |

### Natation
| Athlète     | Épreuve        | Séries       | Séries | Demi-finales | Demi-finales | Finale  | Finale  |
| Athlète     | Épreuve        | Temps        | Rang   | Temps        | Rang         | Temps   | Rang    |
| ----------- | -------------- | ------------ | ------ | ------------ | ------------ | ------- | ------- |
| Keanan Dols | 200 m papillon | 2 min 0 s 25 | 34e    | Éliminé      | Éliminé      | Éliminé | Éliminé |
| Keanan Dols | 200 m 4 nages  | 2 min 4 s 29 | 43e    | Éliminé      | Éliminé      | Éliminé | Éliminé |

| Athlète       | Épreuve      | Séries       | Séries | Demi-finales | Demi-finales | Finale   | Finale   |
| Athlète       | Épreuve      | Temps        | Rang   | Temps        | Rang         | Temps    | Rang     |
| ------------- | ------------ | ------------ | ------ | ------------ | ------------ | -------- | -------- |
| Alia Atkinson | 100 m brasse | 1 min 7 s 70 | 22e    | Éliminée     | Éliminée     | Éliminée | Éliminée |

### Plongeon
| Athlète            | Compétition                | Éliminatoires | Éliminatoires | Demi-finale | Demi-finale | Finale  | Finale  |
| Athlète            | Compétition                | Points        | Rang          | Points      | Rang        | Points  | Rang    |
| ------------------ | -------------------------- | ------------- | ------------- | ----------- | ----------- | ------- | ------- |
| Yona Knight-Wisdom | Tremplin à 3 mètres hommes | 411,65        | 13e           | 362,95      | 15e         | Éliminé | Éliminé |